# Cinq Millions comptant
Pour plus de détails, voir Fiche technique et Distribution.
Cinq Millions comptant est un film français réalisé par André Berthomieu, sorti en 1956.

## Synopsis
Dirigeant avec sa femme Virginie une institution de jeunes filles, dans le village de Châtenay-sous-Cloche, Achille Gerbois, à l'insu de Virginie, anime l'émission de radio Cinq Millions comptant, sous le nom de « Monsieur Bourgogne ». Les Gerbois s'apprêtent à recevoir leur neveu Philémon, un polyart technicien dont ils sont très fiers, qui arrive de Paris en grand uniforme de son école. La chorale de l’institution répète la chanson Ding ding dong les cloches du village, sonnez donc joyeux carillons, afin de l'accueillir. Toute la famille (leur fille Arlette, leur neveu Philémon et la jeune institutrice qui l'aime : Céleste, le chanteur de charme André Dargent, aimé d'Arlette) se retrouvera à l'émission où Philémon gagnera la somme proposée.

## Fiche technique
- Titre : Cinq Millions comptant
- Titre alternatif : 5 Millions comptant
- Réalisation : André Berthomieu
- Scénario : d'après l'opérette de Francis Lopez et Raymond Vincy Monsieur Bourgogne
- Adaptation et Dialogue : André Berthomieu
- Assistants réalisateur : Georges Casati, Jean-Pierre Desagnat
- Photographie : Georges Million
- Opérateur : René Ribault, assisté de Delile et A. Marquette
- Musique : Francis Lopez
  - Chansons C'est pour me Plaire, ça m'fait plaisir, compositeur : Francis Lopez ; parolier : Jean-Jacques Vital ; type de musique : fox ; interprète : Jean Bretonnière.
- Direction musicale : J.H Rys (éditions : Royalty)
- Décors : Raymond Nègre, assisté de J. Forestier et A. Piltant
- Montage : Gilbert Natot, assisté de Andrée Werlin
- Son : Raymond Gauguier, assisté de F. Sartin et G. Rophe - Son du Poste Parisien
- Maquillage : Lina Gallet et M. Chaperon
- Photographe de plateau : Marcel Dole
- Script-girl : Andrée François
- Régisseur général : Tonio Sune
- Régisseur ensemblier : Georges Fontenelle
- Production : Lyrica, Simoja, Les Films-Mars, Filmel
- Chef de production : Francis Lopez, Eugène Lépicier
- Directeur de production : Robert Vignon
- Distribution : Sirius
- Tournage du 6 octobre au 10 novembre 1956 dans les studios Franstudio
- Tirage : Laboratoire G.T.C
- Enregistrement : Western-Electric
- Pays :   France
- Format : pellicule 35 mm, noir et blanc
- Genre : Comédie
- Durée : 90 minutes (1 h 30)
- Dates de sortie :
  - France : 12 avril 1957
- Visa d'exploitation : 18834

## Distribution
- Jane Sourza : Virginie Gerbois, directrice de l'institution de jeunes filles
- Ded Rysel : Achille Gerbois, son mari : alias Monsieur Bourgogne
- Geneviève Kervine : Arlette Gerbois, la fille, amoureuse d'André
- Jean Bretonnière : André Dargent, le chanteur de charme
- Darry Cowl : Philémon de Montfilet, le neveu des "Gerbois"
- Nadine Tallier : Mlle Céleste, une institutrice de l'institution
- Pierre Stephen : le représentant des parfums "Volubilis"
- Pierre-Louis : tient son propre rôle en présentateur de l'émission
- Sylvia Sinclair (Lopez) : Loulou, la speakerine de l'émission
- Max Desrau : M. Vermifue, l'employé de l'institut
- Charles Bouillaud : Anatole, le concierge de "Télé-Mondial"
- Gaston Orbal : Gontran, le directeur de "Télé-Mondial"
- Nicolas Amato : le coiffeur
- Nono Zamitt : un employé de "Télé-Mondial"
- Bernard Musson : un spectateur de l'émission
- Édouard Francomme : un spectateur de l'émission
- Marcel Bernier : un spectateur de l'émission
- Roger Lecuyer : un invité chez "Volubilis"
- A. Baron
- I. Fuma
- Dany Saval : à confirmer

## Autour du film
Le film parodie les polytechniciens. Philémon, dans un uniforme ressemblant à celui de l'École polytechnique, sort de poly art et technique. Son premier réflexe est d'étaler ses sciences mathématiques, quitte à dire des absurdités : « venu de Paris à Châtenay-sous-Cloche par le train, il constate que le train est arrivé à 10 h 15 au lieu de 10 h. Après de savants calculs, il en déduit que la distance entre Paris et Châtenay a augmenté de 11 km 250 m ». Il est sorti major de poly art et technique grâce à un incroyable concours de circonstances : les autres élèves sont tombés malades, victimes d’une épidémie. Sans états d'âme, il a amené de Paris
son fils, un bébé, dans une valise percée de trous afin de lui permettre de respirer. Avec sa logique toute mathématique, il est sûr de ne lui avoir fait pendre aucun risque, inconscient des dangers qu'il lui a fait courir. Bien que ne jurant que par les mathématiques, Philémon fera néanmoins preuve d’excellentes connaissances générales lors du jeu radiophonique. En fait, les questions et les réponses du jeu lui avaient été montrées sur une feuille de papier avant l'émission.

## Lieu de tournage
Le village de Chatenay-sous-cloche n'existe pas , les extérieurs au village ont été tournés à Brie-Comte-Robert .